# 装飾経

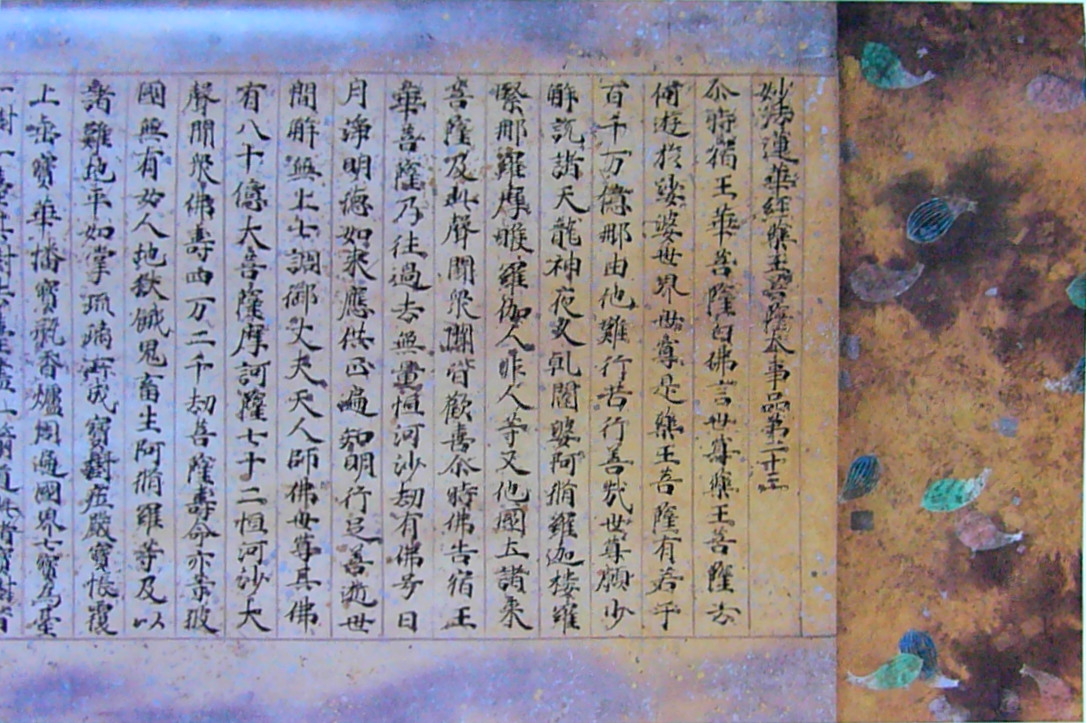
『久能寺経』のうち、法華経薬王品
平安後期（12世紀）の作。国宝。鉄舟寺所有、東京国立博物館寄託。沈んだ色の金泥地に彩度の高い翡翠色を散りばめた見返し絵の濃密な彩りの美もさることながら、それとは対照的に本文料紙の色使いは抜けるように明るく、全面に施された品位ある藤色が一際美しい。

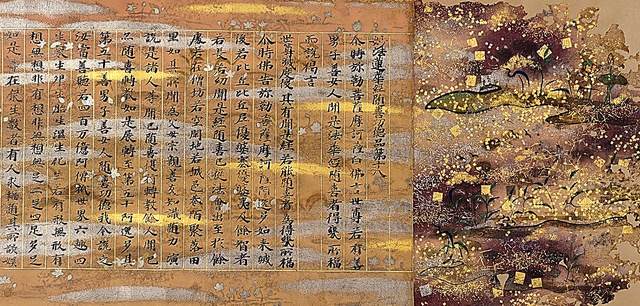
『久能寺経』のうち、随喜功徳品
平安後期（12世紀）の作。国宝。個人蔵。金銀泥で装飾された本文料紙が絢爛豪華で、見返しには金銀の切箔も散りばめられている。

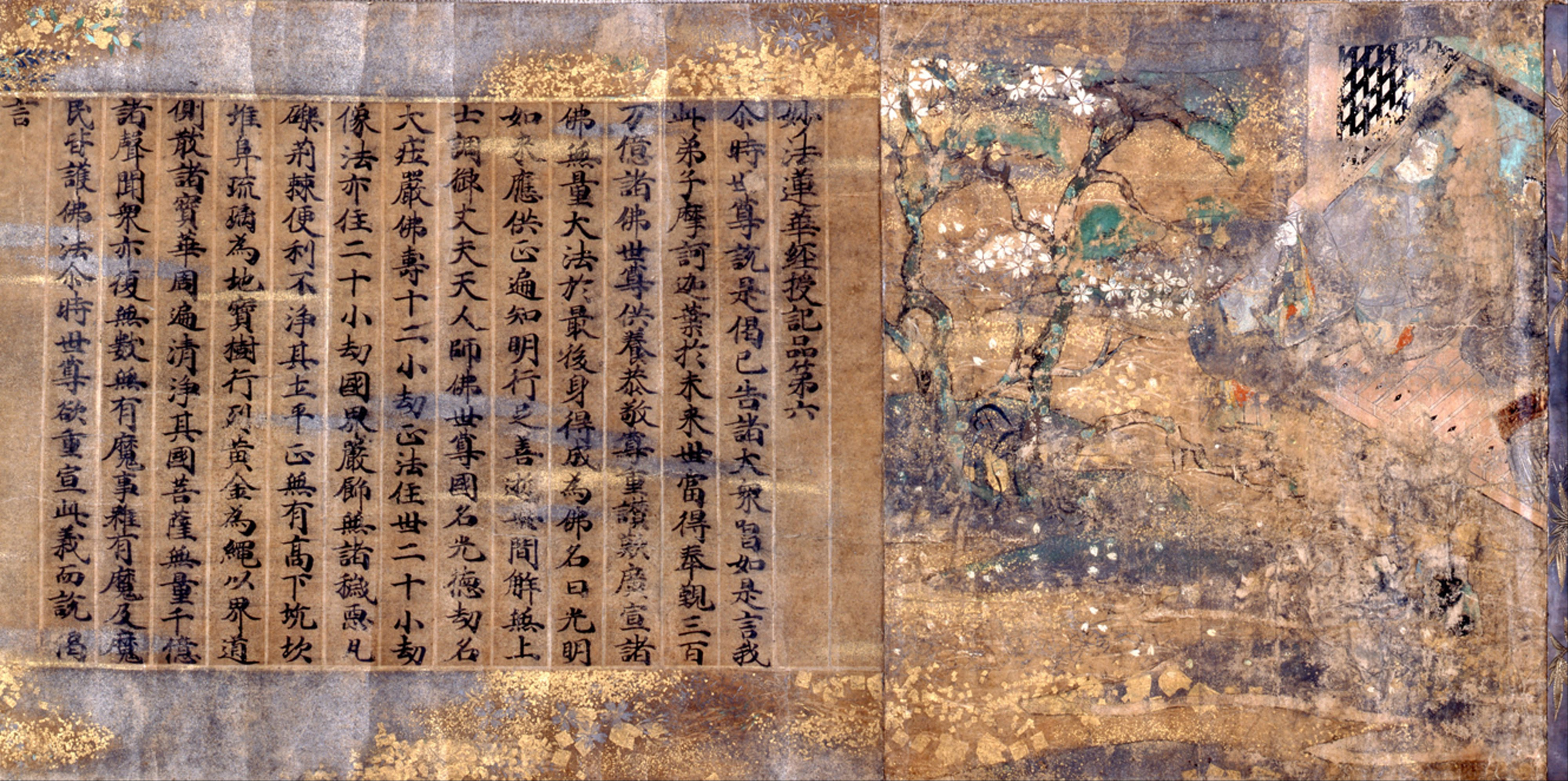
『妙法蓮華経授記品』
平安後期（12世紀）の作。紙本著色、墨書。1巻。重要文化財。MOA美術館所蔵。咲き誇る桜の花を縁先から愛でつつ語り合う平安貴族の男女が見返しに描かれている。

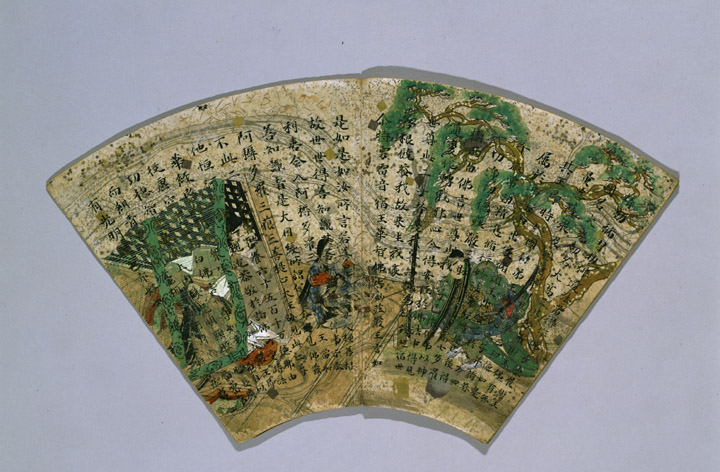
紙本著色扇面法華経冊子（巻第八、二十二面）
平安後期（12世紀）の作。国宝。東京国立博物館所蔵。

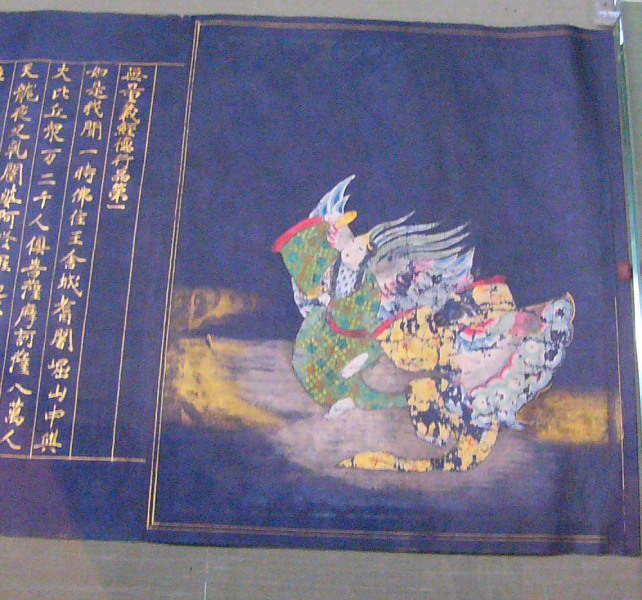
『紺紙金字無量義経』
平基親の発願ゆえに『平基親願経』ともいう。治承2年（1178年、平安後期後半）の作。紺紙金字、1巻。東京国立博物館所蔵。画像は見返しの部分であり、紺地を背景に極彩色の胡蝶楽による十種供養伝供の図を描いている。

装飾経（そうしょくきょう、そうしょくぎょう）は、表紙・見返し・本文料紙（りょうし）・本文（経文）・軸首・紐などに意匠を凝らして美しく装飾した仏教の経巻。写経と版経の別なく見られ、東アジアで古代から現代まで作られている。荘厳経（しょうごんきょう）ともいう。
紫色・紺色などの染紙（そめがみ）を用い、金泥・銀泥で経文を書写したもの、料紙に金泥・銀泥などで下絵を描き、金銀の箔を散らした上に書写したものなどがある。扇面写経（せんめんしゃきょう。扇形の料紙に金銀泥などで経文を書写したもの）もこの類い。日本の美術史および書道史で「装飾経」という場合、平安貴族などの発願によって制作された美麗な経典を指すことが多い。

## 概要

### 奈良時代
奈良時代、日本の朝廷は仏教によって国家を安定させようと考え、国営の写経所を設置して写経を大々的に行った。そこでは、写経用の紙は虫害を防ぐために黄檗（きはだ）で染めることもあった。
染められた紙は虫害を防ぐためだけではなく、美麗にもなり、やがて、虫害を防ぐという当初の目的以外に、仏の世界を目の辺りにしようとの意図で経典自体に荘厳さをもたせるために紫色あるいは紺色の紙に金泥・銀泥で経文を書写したり、金箔・銀箔で装飾した装飾経が作成されるようになった。正倉院文書によれば、奈良時代にも染紙に金銀の箔を散らした料紙が経典用に用いられたことが分かるが、この種の料紙を用いた経典の現存遺品はほとんど無い。この種の装飾経が制作されたのは、単に美麗さを求めたためだけでなく、経典を金・銀・瑠璃・瑪瑙などの「七宝」で荘厳しようとの意図があったものと思われる。
この時代の代表作としては、日本各地の国分寺に安置された『金光明最勝王経』（『国分寺経』）、東大寺二月堂に伝わった『紺紙銀字華厳経』（『二月堂焼経』）などがある。

### 平安時代
平安時代には紺色の紙に金泥で経文を書写する紺紙金字経が数多く制作された。これは、紺色に染めた料紙に金泥で界線（経文の各行を区切る線）を引き、金泥で文字を書くものである。なかには『中尊寺経』のように、紺紙に金字と銀字を1行ずつ交互に配した金銀交書経もある。また、色変わりの料紙を用いたもの、料紙に金銀泥の切箔（きりはく）、野毛（金銀箔を細長く裁断したもの）、砂子（金銀泥を細かく裁断したもの）を散らし、草花・蝶・鳥などの下絵を描いたもの、『法華経』の経文の1文字1文字に蓮台（蓮華座）を書き添えた『一字蓮台法華経』などがある。
この時代は国家が事業として写経を行ったのではなく、権力を握った貴族や大寺社によって写経が行われた。当時の法華経信仰の隆盛を反映して、装飾経にも法華経を書写したものが多い。また、平安末期に流行した浄土信仰（浄土教による阿弥陀信仰）や末法思想の影響で、貴族らは極楽往生を願い、善美を尽くした装飾経が競って作成された。
この時代の代表作として、大治元年（1126年）に藤原清衡が発願して作成した『紺紙金銀泥一切経』や、長寛2年（1164年）に平家（伊勢平氏）が厳島神社に奉納した『平家納経』がある。『平家納経』は、表紙や見返しに華麗な装飾画を描き、料紙のみならず、巻軸（巻物）や紐にも装飾工芸の粋を尽くしたものである。

## 装飾経の一覧
ここでは、国宝か重要文化財の指定を受けている巻を一つでも含むものと、その条件からは外れはしていても何らかの特筆性が認められるものに限って記載する。
- 『国分寺経』

『紫紙金字金光明最勝王経』。奈良時代前期（8世紀半ば）にあたる天平18年（746年）に書写が完了。西國寺（広島）旧蔵、奈良国立博物館所蔵（国宝10巻）。菅原道真の筆と伝えられる巻第七も残る。
- 『紫紙金字華厳経』

奈良時代（8世紀）の写経。華厳経の漢訳には四十巻本、六十巻本、八十巻本があるが、本品は八十巻本である。現存する巻は各所に分蔵されており、五島美術館、大東急記念文庫、国立歴史民俗博物館、藤田美術館、奈良国立博物館、及び個人所蔵の各1巻が重要文化財に指定されている。
- 『二月堂焼経』

『紺紙銀字華厳経』。奈良時代中期（8世紀半ば）。東大寺二月堂に伝来した。華厳経の漢訳には四十巻本、六十巻本、八十巻本があるが、本品は六十巻本である。寛文7年（1667年）、修二会（お水取り）の際の失火で二月堂が炎上した際、この華厳経も被災し、料紙の上下に焼痕があることから「二月堂焼経」と通称される。東大寺には60巻のうちの一部が残るのみで、大部分は寺外に流出した。東大寺に残るのは、巻第五十九の大部分（第六紙のみ欠）と他の巻の断簡69紙分（巻子19巻に仕立てられている）である（重要文化財）。寺外流出分のうち、完本として残るのは巻第一（個人蔵、重要文化財）と巻第四十六（根津美術館蔵、重要文化財）のみ。奈良国立博物館蔵の2巻（重要文化財）は、4巻分の断簡計17紙を甲・乙の2巻に調巻したものである。根津美術館には完本の巻第四十六のほかに巻第五十二の残巻（重要美術品）もある。
- 『竹生島経』

平安時代前期（11世紀）。紙本墨書。完成時は全8巻であったと推定される。宝厳寺伝来。宝厳寺所蔵（1帖）、東京国立博物館所蔵（国宝1巻『法華経方便品』）。地紙に金銀泥で花蝶を描いており、『平家納経』との類似性が認められる。
- 『中尊寺経』

平安時代後期前半（12世紀前期前半）。永久5年（1117年）2月から天治3年（1126年）3月に掛けて書写されたと考えられる、完成当時の巻数は5,390にもなったと推定されている。中尊寺伝来。金剛峯寺所蔵（国宝4,296巻）、観心寺所蔵（重文166巻）、中尊寺所蔵（重文15巻）、東京国立博物館所蔵（重文12巻）、京都国立博物館所蔵（重文1巻）、個人蔵（巻数不詳）。巷間に散在するものを合せれば 4,500～4,600巻程度が現存していると考えられる。
- 『久能寺経』

平安時代後期（12世紀）。国宝・重要文化財。鉄舟寺所有・東京国立博物館収蔵（国宝19巻）、個人蔵（国宝4巻）、東京国立博物館蔵（重文3巻）、五島美術館（重文2巻）。cf. 鉄舟寺#国宝。
- 『金銀箔散料紙墨書法華経』 - 平安時代後期（12世紀）。彩箋墨書。大雲院（鳥取市）伝来。東京国立博物館所蔵（重文1巻『法師功徳品』）。
- 『平家納経』

平安時代後期後半、仁安2年（1167年）に完成。厳島神社伝来・同社所蔵（国宝全33巻）。
- 『慈光寺経』

鎌倉時代（一部江戸時代補写）。埼玉・慈光寺蔵。法華経一品経29巻（勧発品を2巻に分ける）、無量義経、観普賢経、阿弥陀経、般若心経の計33巻からなる。
- 『長谷寺経』

鎌倉時代。奈良・長谷寺蔵。法華経（28巻）、無量義経（3巻）、観普賢経、阿弥陀経、般若心経の計34巻からなる。

## 関連事象

### キリスト教の装飾写本
キリスト教においては、ヨハネス・グーテンベルクの活版印刷によって聖書が一般に普及する以前は、筆写によって聖書は作成されたため、多大な手間がかかるものであり、教会や貴族（ヨーロッパ貴族）にしか作成することができなかった。そのようななか、余白に絵を描いたり、古代ギリシア以来のカリグラフィーによって唐草模様のような字体で文字を書かれた聖書が作成されるようになった。このような写本を英語で "illuminated manuscript（日本語音写例：イルミネイティッド マニュスクリプト）" といい、日本語の漢訳で「装飾写本」「彩飾写本」という。